# Борец северный
Боре́ц се́верный, или Боре́ц обыкнове́нный (лат. Acónitum septentrionále) — травянистое растение, вид рода Борец (Aconitum) семейства Лютиковые. Встречается также как Боре́ц высо́кий по устаревшему синонимичному научному названию лат. Aconitum excelsum.
В издании «Иллюстрированный определитель растений Средней России» в качестве синонимичного названия также указано Борец волчий (Aconitum lycoctonum L., 1753) (русскоязычное название по гербарному элементу коллекции МГУ), хотя по современной классификации этот вид является самостоятельным, отличным от лат. Acónitum septentrionále.

## Ботаническое описание

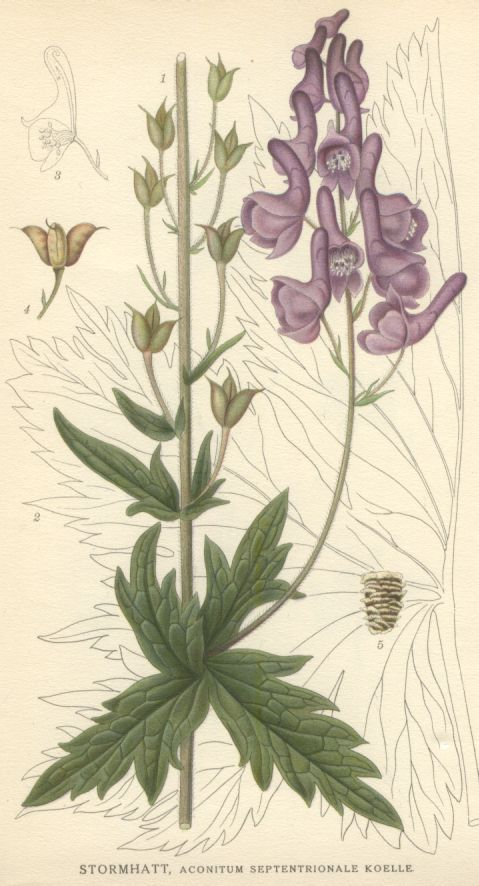

Корень длинный, ветвистый, образованный плотно сросшимися шнуровидными мочками.
Стебель высотой от 65 до 200, иногда до 250 см высотой, ребристый, опушённый.
Листья длиной до 15 и шириной до 25 см, сердцевидно и почковидно округлые, глубокопальчатораздельные, пушистые, особенно по краям и на нижней стороне по нервам.
Соцветие — конечная рыхлая кисть, при основании ветвящаяся, с дугообразно отходящими цветоносами. Цветки грязно- или серовато-фиолетовые, неправильные; шлем опушённый, цилиндрический, с носиком; боковые доли околоцветника яйцевидно-округлые или слегка неравнобокие, нижние доли неравные, снаружи опушённые.
Формула цветка: {\displaystyle \ast K_{5}\;C_{2}\;A_{\infty }\;G_{\underline {3}}}.

## Распространение и экология
Встречается в Арктической и Средней Европе, Средней Азии, Китае, России — европейская часть и Сибирь. На Алтае — в лесной зоне Северо-Восточного Алтая.
Растет по лесам, их окраинам, высокогорным и лесным лугам, берегам рек; реже поднимается в горы на субальпийские и альпийские луга.
|                                                                         |  |  |  |
| Слева направо: листья, соцветие, цветок в разрезе, цветок — вид спереди |  |  |  |

## Экология
Вид внесён в Красные книги Восточной Фенноскандии, Москвы, Мурманской, Саратовской и Ульяновской областей. К лимитирующим факторам относятся вырубка лесов и осветление местообитания.

## Химический состав
В подземной части растения обнаружены органические кислоты, алкалоиды. Максимум алкалоидов отмечают в период плодоношения.
Надземная часть растения содержит проазулены, алкалоиды, а также кумарины и флавоноиды. В стеблях растения найдены алкалоиды, в цветках — флавоноиды, в семенах — жирное масло.
Химический состав одного образца, собранного в фазе отцветания (в процентах от абсолютно сухого вещества): зола 10,5, протеин 10,3, жир 2,1, клетчатка 31,5, БЭВ 45,6.

## Значение и применение

### В медицине
В народной медицине с лечебной целью используют траву, подземную часть.
В монгольской народной медицине борец высокий («ман-чин-ман» — в переводе «великий, могущественный, царь лекарств») находит широкое применение: корни, выкопанные поздней осенью и ранней весной являются универсальным лекарством. В сентябре-октябре собирают зрелые семена (плоды) под названием «бихянагвы», которые применяются при абсцессах, острых и хронических гнойных инфекциях и сифилисе.
В тибетской народной медицине отвар корней используют при инфекционных, желудочно-кишечных заболеваниях, почечных, кишечных и печёночных коликах, эпилепсии, зубной боли, при паразитарных болезнях кожи.
В народной медицине Сибири и Горного Алтая борец высокий применяется при сифилисе. На Алтае все виды борца-аконита в небольших дозах настаивают на водке и пьют при болях в животе или едят сухой корень, «если нутро болит». Примочки использовались наружно от рака груди (Анос, Коргон, Риддер (Лениногорск).
В народной медицине применяют как болеутоляющее средство, при асците, в виде ванн при ревматизме, невралгии, болях в суставах.

### Кормовое значение
Сельскохозяйственными животными не поедается. Только для крайнего севера имеются сведения о поедаемости в небольших количествах крупно рогатым скотом. Оленем и маралом не поедается или поедается лишь случайно.
Растение ядовито для животных как в свежем, так и в сухом виде. Чаще отравляются овцы и козы.

### В цветоводстве
Выращивается ка декоративное растение. Зоны морозостойкости от 3 до более тёплых. Местоположение: тень, полутень. Влажные, хорошо дренированные почвы. Этот вид аконита рекомендуется сразу высаживать на постоянное место, так как растение плохо переносит повреждение корней при пересадке.
- Сорт 'Ivorine'. Высота 60—90 см, ширина 18—23 см. Цветки белые с желтовато-зелёным. Напоминает Aconitum lamarckii, но более декоративен. Период цветения июнь-июль. Имеет награду за выдающиеся садовые качества — Award of Garden Merit Королевского садоводческого общества Великобритании[12].

### Прочее значение
Массовое отравление аконитом особенно наблюдается у сильно голодных животных ранней весной, а также при поедании сена с плодами аконита (Кирсанина, 1959).
Борец высокий на Алтае широко применялся для уничтожения тараканов и мух. Настой надземной части употребляется как инсектицид против зелёной яблочной тли, малинового жука, рапсового листоеда. Порошок клубней — ратицидное средство.
В Монголии местные араты-скотоводы измельчают корень борца высокого в порошок и смешивают его с кровью убитых животных, используя для отравления хищников.
Медоносное растение. Посещается пчёлами для сбора нектара и пыльцы. В засушливые годы нектар и пыльца вызывают летнюю гибель пчёл.

## Классификация

### Таксономия
Aconitum septentrionale Koelle, 1787, Spic. Observ. Aconit. : 22
Вид Борец северный относится к роду Борец (Aconitum) семейства Лютиковые (Ranunculaceae) порядка Лютикоцветные (Ranunculales). Таксономическая схема в соответствии с Системой APG IV по состоянию на декабрь 2023 года:
|  |                                      |  |                                   |                                   |                     |  | ещё 6 семейств | ещё 6 семейств |                |  |  |  | еще 333 подтвержденных вида и 150 видов, ожидающих подтверждения |
|  |                                      |  |                                   |                                   |                     |  | ещё 6 семейств | ещё 6 семейств |                |  |  |  | еще 333 подтвержденных вида и 150 видов, ожидающих подтверждения |
|  |                                      |  |                                   | порядок Лютикоцветные             |                     |  |                |                | род Борец      |  |  |  |                                                                  |
|  |                                      |  |                                   | порядок Лютикоцветные             |                     |  |                |                | род Борец      |  |  |  |                                                                  |
|  | отдел Цветковые, или Покрытосеменные |  |                                   |                                   | семейство Лютиковые |  |                |                | Борец северный |  |  |  |                                                                  |
|  | отдел Цветковые, или Покрытосеменные |  |                                   |                                   | семейство Лютиковые |  |                |                |                |  |  |  |                                                                  |
|  |                                      |  | ещё 63 порядка цветковых растений | ещё 63 порядка цветковых растений |                     |  |                | ещё 53 рода    | ещё 53 рода    |  |  |  |                                                                  |
|  |                                      |  |                                   | ещё 63 порядка цветковых растений |                     |  |                |                | ещё 53 рода    |  |  |  |                                                                  |